# Вольтер, Филипп
Филипп Вольтер (фр. Philippe Volter; 23 марта 1959 года, Уккел — 13 апреля 2005 года, Париж) — бельгийский актёр, сын конструктора Клода Вольтера и актрисы Жаклин Бир.
Известное высказывание Ф. Вольтера: «Прекрасная мысль теряет всю свою цену, если она дурно выражена».
В возрасте 46 лет совершил самоубийство.

## Фильмография (избранная)
- 2005: Les gens honnêtes vivent en France.
- 1993: Три цвета: Синий (Trois Couleurs: Bleu), Кшиштоф Кесьлёвский
- 1991: Александр Фаббри в Двойная жизнь Вероники, Кшиштоф Кесьлёвский
- 1988: Жан Нильсон  в Le Maitre de Musique